# 입장권

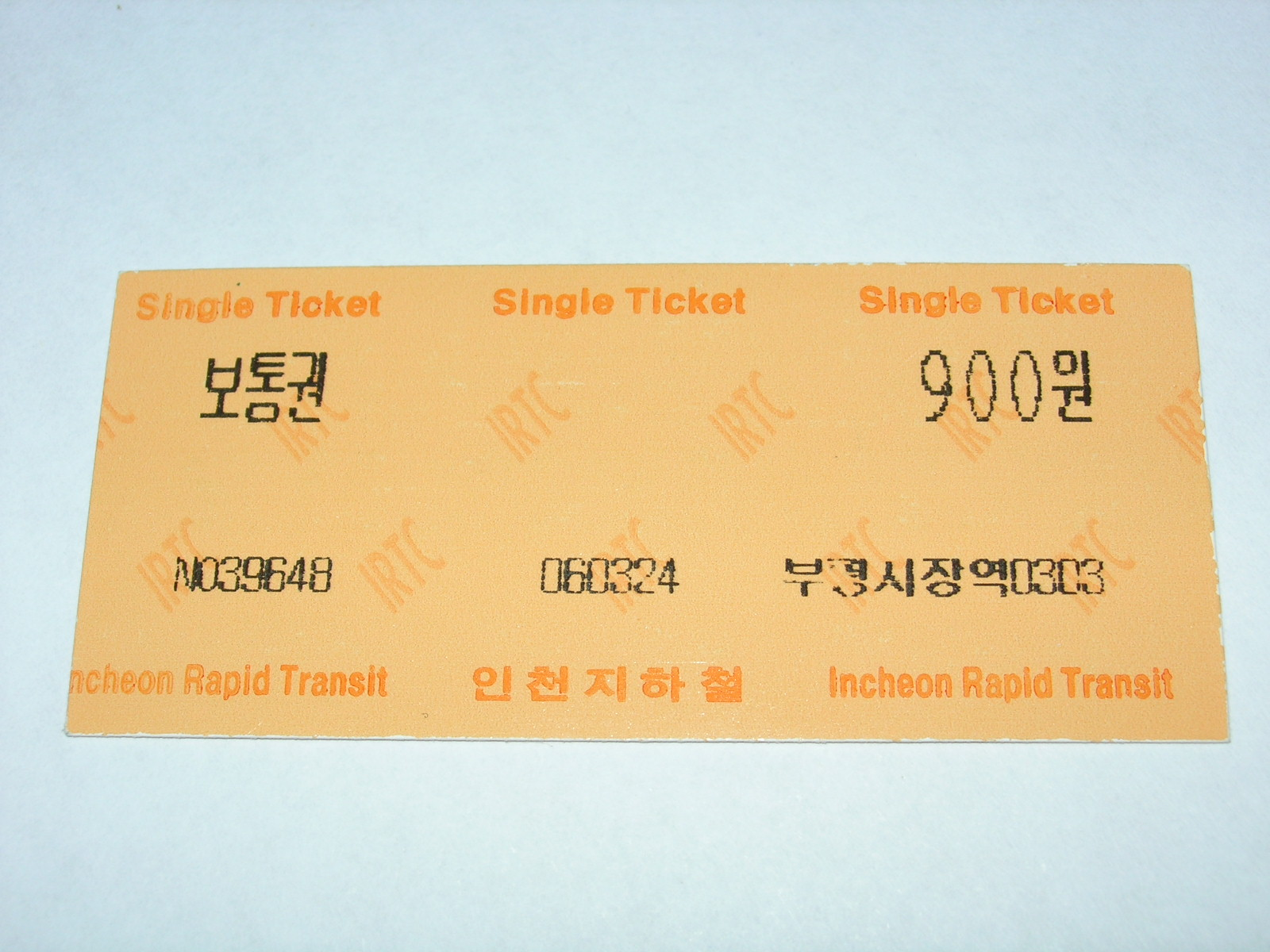
인천지하철 자동발매기 승차입장권

입장권(入場券)은 표의 일종으로, 입장이 필요한 시설에서 입장하기 위해서 필요한 표이다.

## 같이 보기
- 티케팅
  - 크로스 티케팅